# Leprosenhauskapelle Kaltenhausen

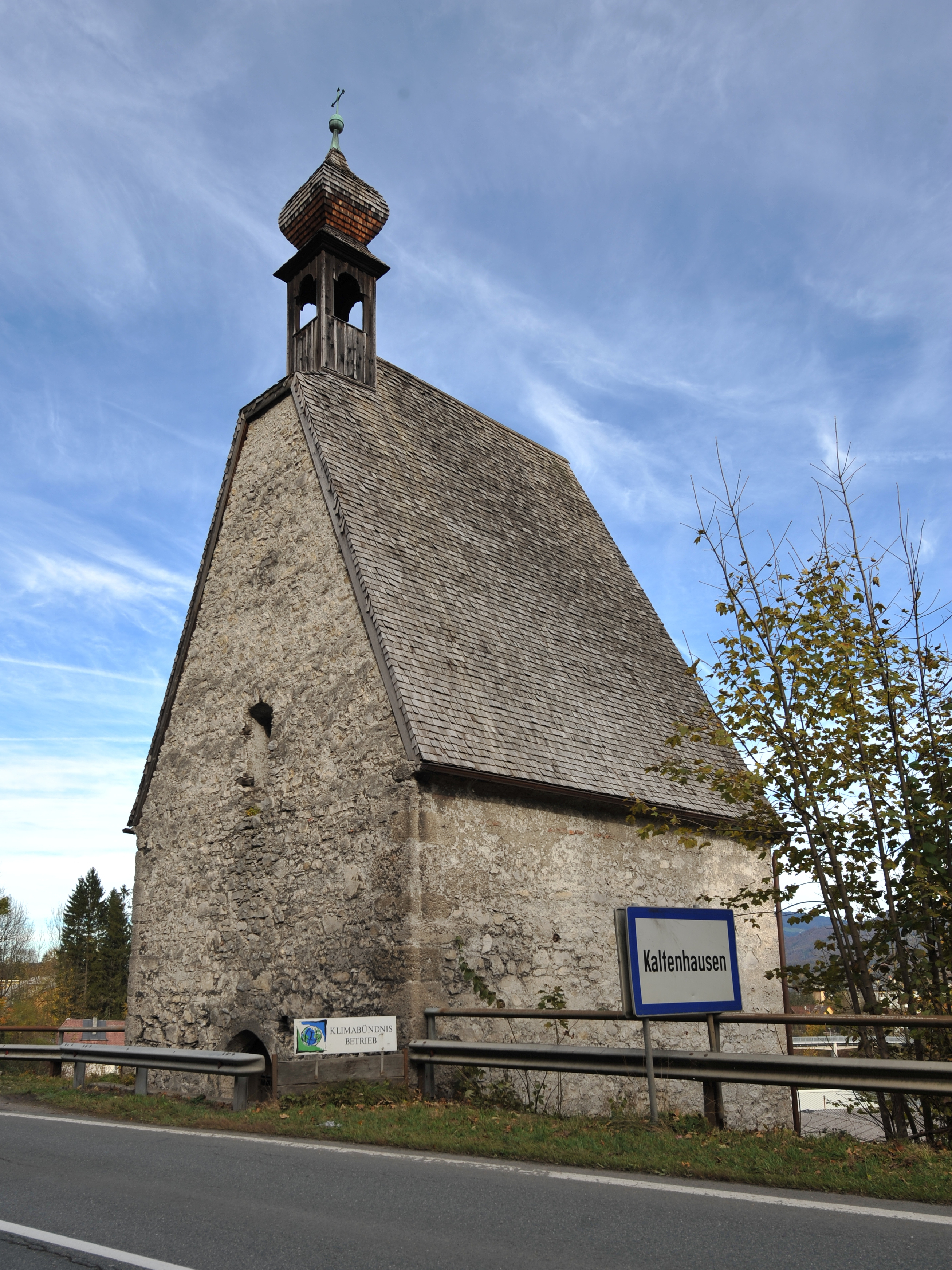
Leprosenhauskapelle hl. Martin in Kaltenhausen

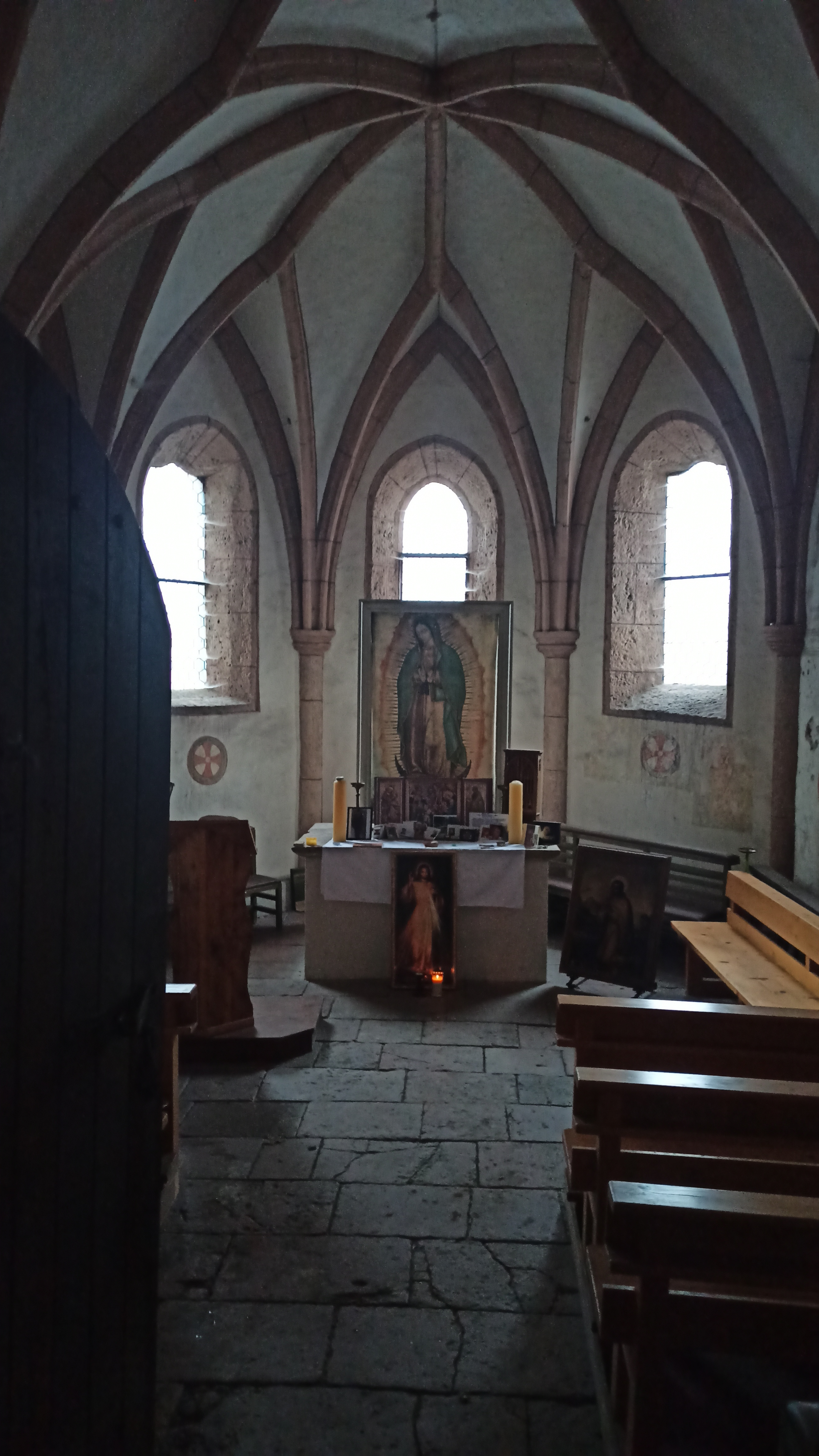
Kapelleninneres, Blick zum Chor

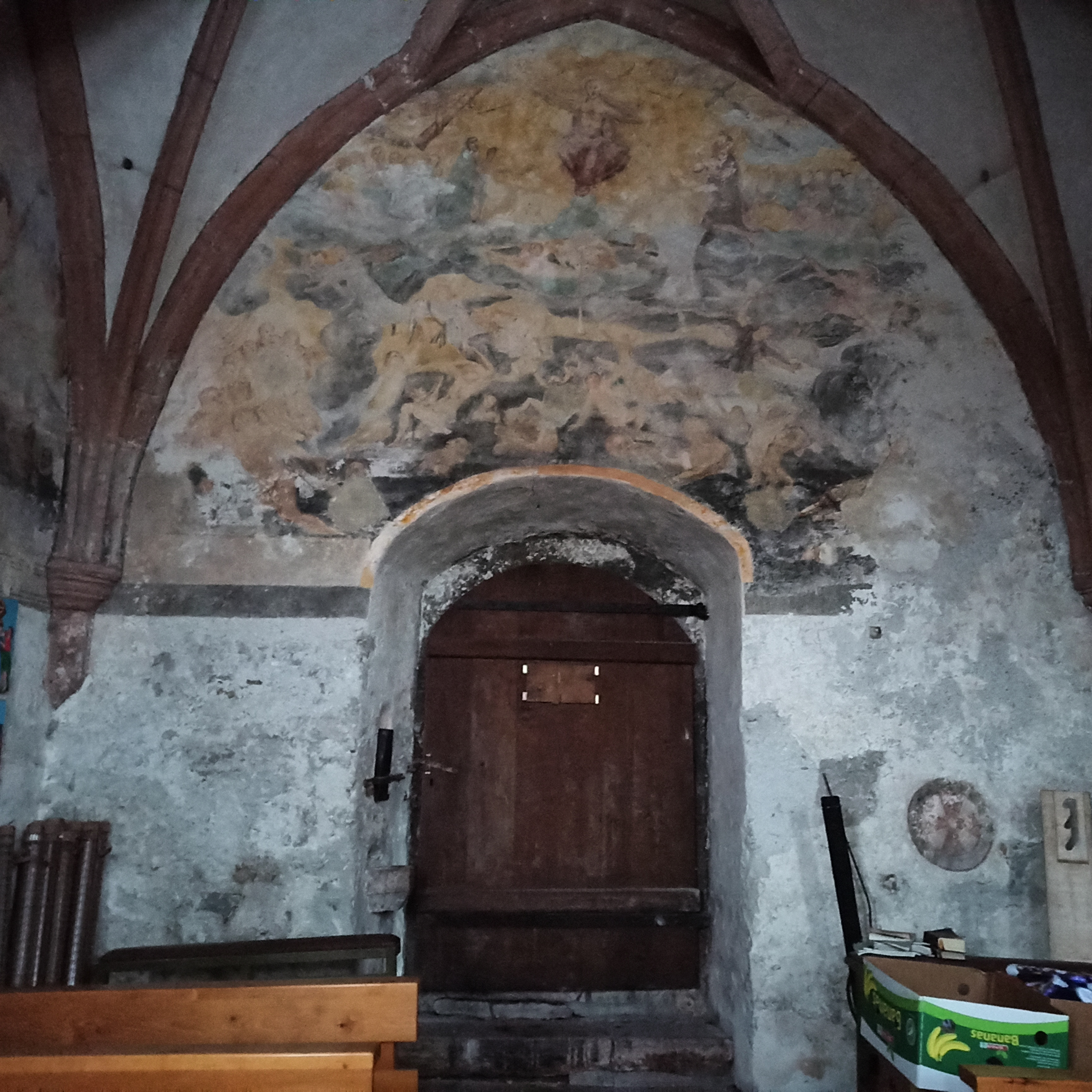
Kapelleninneres, Blick zur Portalwand

Die römisch-katholische Leprosenhauskapelle Kaltenhausen steht unmittelbar an der Bundesstraße in Kaltenhausen in der Stadtgemeinde Hallein im Bezirk Hallein im Land Salzburg. Die dem Patrozinium des hl. Martin von Tours unterstellte Kapelle gehört zum Dekanat Hallein in der Erzdiözese Salzburg. Die Kapelle steht unter Denkmalschutz (Listeneintrag).

## Geschichte
Die Kapelle wurde 1976/1978 restauriert.

## Architektur
Die kleine spätgotische Kapelle steht in einer Hanglage, das Bodenniveau der Kapelle ist erheblich tiefer als die Bundesstraße davor.
Das Kapellenäußere zeigt eine westliche Giebelfront und ein ungegliedertes Langhaus und einen polygonal geschlossenen Chor. Das steile Satteldach ist im Westen abgewalmt und geschindelt, der Dachreiter trägt einen Glockenhelm. Das spitzbogige Westportal ist abgefast.
Das Kapelleninnere zeigt ein zweijochiges Langhaus mit einem Fünfachtelschluss unter einem spätgotischen Vierrautensterngewölbe auf Rundsäulen mit profilierten Kapitellen auf einem umlaufenden niedrigen Sockel. Der Chor hat ein spitzbogiges Achsfenster und zwei Seitenfenster mit kielbogiger Laibung, im zweiten nördlichen Langhausjoch gibt es ein querrechteckiges abgefastes Fenster. Der tonnengewölbte Keller ist nicht zugänglich.
Im ersten nördlichen Joch befinden sich Schriftfragmente mit der Angabe 1447. An der südlichen Chorwand gibt es eine Rötelzeichnung hl. Wolfgang aus dem 15. Jahrhundert und den Schriftzug Godfredus. In den Zwickelfeldern des Rippengewölbes im Norden und Süden sowie in der Westwand befindet sich eine Malerei aus der zweiten Hälfte des 17. Jahrhunderts, sie zeigen Jüngstes Gericht, Taufe Christi. Die vier Darstellungen Jonas-Szene, Schiffbruch des Paulus, Sturm auf dem See Genezareth und Christus wandelt auf dem Wasser orientieren sich an Vorbilder in der Matthäus-Merian-Bibel von 1625/1627. Weiters die Darstellung Kreuzannagelung Christi, und am unteren Rand der Szenen Stifterfiguren, im südlichen Chorjoch Christoph Pernegger und weitere Inschriftfragmente. Die Netzrippen waren weiß mit schwarzer Ornamentierung bemalt, davon ist ein Fragment an den nördlichen Chorrippen erhalten.

## Einrichtung
Der Flügelaltar um 1440 befindet sich seit 1856 im Salzburg Museum, die Mitteltafel zeigt die Anbetung der Könige, die Flügelinnenseiten die Heiligen Martin und Johannes der Täufer, die Außenseiten Verkündigung und die seitlichen Tafeln die Heiligen Barbara und Katharina.
Das achteckige Weihwasserbecken entstand im 15. Jahrhundert.